# 拉尔斯·彼得·汉森
拉尔斯·彼得·汉森（英語：Lars Peter Hansen，1952年10月26日—），生於美國伊利诺伊州尚佩恩，是芝加哥大学的大卫·洛克菲勒杰出服务经济学教授、芝加哥经济学派成员。
他最出名的工作是广义矩法，他也是一位宏观经济学家，专注于金融和实体经济部门之间的联系。因為對資產價格實證分析方面的貢獻，與尤金·法马、羅勃·席勒共同獲得2013年諾貝爾經濟學獎。

## 生平
拉尔斯·彼得·汉森是丹麥人後裔。其父Roger Gaurth Hansen，為猶他州立大學生物化學教授。
1974年畢業於猶他州立大學，1978年於明尼蘇達大學取得經濟學博士學位。他先在卡內基梅隆大學擔任助理教授，1981年至芝加哥大學擔任教授。

## 家庭
其妻蔣人瑞（Grace Tsiang），為中央研究院院士蔣碩傑之女，也是芝加哥大學教授。兩人生有一子，Peter，现为麻省理工学院金融学博士生。